# Adolfo Möller
Adolf Möller, también conocido como Adolfo Möller (10 de noviembre de 1859 Hamburgo, Alemania - 1940 Hamburgo, Alemania), fue un arquitecto alemán que trabajó en Chile entre 1889 y 1910. Es considerado uno de los Grandes Arquitectos en Chile. Fue co-Fundador y primer presidente de la Asociación de Arquitectos de Chile. Emigró en 1889 a Santiago, y reemigró en 1910 a Alemania junto con su familia.
Arquitecto y constructor de la Compañía de Bomberos de Santiago en la Calle Puente, de galerías comerciales (por ejemplo Galeria Swinburn, Bazar Krauss en plena Plaza de Armas), edificios escolares (el edificio de la escuela normal de Preceptoras N•3 de Santiago, edificio actual del Liceo Manuel Barros Borgoño, de Calle San Diego, en el Barrio Matadero, antiguo Colegio Alemán de 1910, Escuela Olea en la Avenida Matta 919, Santiago), ampliación del Banco Alemán Transantlántico, Compañía de Gas y el Teatro de Variedades.
Fue junto con su hermano Julius Möller uno de los primeros pobladores y arquitecto del balneario de Zapallar. Construyó también casas de fundo, por ejemplo en Llai Llai. En Viña del Mar construyó la casa del cónsul uruguayo Arrieta <Thämer, J. (1921): Chronik der Familie Möller 1676-1921/> <Möller, A (1937): Erinnerungen des Adolf Möller/>.